# Самары (Волынская область)
Самары́ (укр. Самари) — село в Ковельском районе Волынской области Украины. Административный центр Самаровской сельской общины.
До 2020 года входило в Ратновский район.
Код КОАТУУ — 0724286901. Население по переписи 2001 года составляло 1215 человек. Почтовый индекс — 44113. Телефонный код — 3366. Занимает площадь 2,011 км².